# 팔레스타인 해방기구
팔레스타인 해방기구(아랍어: منظمة التحرير الفلسطينية Munaẓẓamat at-Taḥrīr al-Filasṭīniyyah, 무나자마트 앗타흐리르 알필라스티니야[*], 영어: Palestine Liberation Organization: PLO, 문화어: 팔레스티나 해방조직)는 1964년 독립국 팔레스타인을 수립하기 위해 세워진 기구로 유엔과 100 개 이상의 국가로부터 “팔레스타인을 대표하는 유일한 법적 조직”으로 인정되고 있다. 1974년 유엔의 참관국이 되었다. 미국과 이스라엘은 팔레스타인 해방기구를 국제 테러 조직으로 지정한 바 있으나 1991년 마드리드 조약 이후 해제하였다. 1993년 팔레스타인 해방기구와 이스라엘은 유엔 안전 보장 이사회의 결의문 제242호와 결의문 제338호를 상호 수용하였으며, 이로써 팔레스타인 해방기구는 이스라엘의 존립권을 인정하고 이스라엘은 팔레스타인 해방기구를 팔레스타인을 대표하는 유일한 기구로서 인정하였다.

## 배경
팔레스타인은 오랫동안 오스만 제국의 영토이었다. 오스만 제국 통치 시기에 팔레스타인 지역에 살던 아랍인과 유대인은 하나의 지역 사회를 이루어 분쟁없이 지냈다. 19세기 말 팔레스타인의 인구는 약 50만 명이었고 그 가운데 유대인은 2만 5천 여 명이었다. 제1차 세계대전에서 오스만 제국이 동맹국의 일원으로 참전한 뒤 영국과 프랑스는 전후 오스만 제국을 분할 통치하기로 한 비밀 협정인 사이크스 피코 협정을 맺었고, 전쟁이 끝난 후 팔레스타인 지역은 요르단 등과 함께 영국 위임통치령 팔레스타인에 편입되었다. 19세기 말부터 20세기 초반 유럽은 극심한 민족주의 갈등으로 인해 유대인에 대한 공공연한 박해가 이루어지고 있었고, 이에 대한 도피처로 유대인 사이에서 옛 유대의 땅에 나라를 세우자는 시오니즘이 확산되고 있었다. 영국이 팔레스타인을 지배한 뒤 유대인들은 팔레스타인의 토지를 매입하기 시작하였고, 제2차 세계대전이 끝난 뒤 유엔의 팔레스타인 분할안에 따른 유대인 영토에 이스라엘을 건국하였다. 전체 영토에 독립국을 꿈꾸던 팔레스타인 아랍인들은 자신들의 바람을 이룰 수 없게 되었다.

## 설립
제1차 세계 대전 후 영국의 통제하에 유럽 유대인의 팔레스타인 이주가 시작되고, 1948년 5월 이스라엘이 건국하자 이에 편입하지 않은 팔레스타인 아랍인의 문제가 크게 대두되었다. 게릴라전을 통하여 대이스라엘 투쟁을 계속해온 이들은 1·2차 중동전을 겪게 되었다. 1964년 카이로 아랍 연맹 정상 회담에 모인 아랍 정상들은 게릴라전을 동반한 무장 투쟁으로 “팔레스타인 해방”을 이룰 것을 결의하였고, 이를 위한 조직으로 팔레스타인 해방 기구를 설립하였다. 팔레스타인 해방 기구는 1964년 5월 28일 헌장을 발표하여 “팔레스타인의 영토는 영국 위임통치령 팔레스타인에 준하며 이 지역 내에서 시오니즘을 표방하는 활동을 할 수 없다”고 선포하였다. 설립 당시 팔레스타인 해방 기구는 팔레스타인인을 정의하고 무장 투쟁으로 민족 자결권과 주권을 회복할 것임을 선포하였지만, 팔레스타인 독립 선언은 1974년에 이루어졌다.
팔레스타인 해방 기구는 설립 이후 요르단과 레바논, 이집트, 시리아 등지에 거점을 마련하고 다양한 층위의 게릴라전을 벌여 이스라엘과 싸웠다.

## 정치

### 조직
팔레스타인 해방 기구의 명목상 법적 최고 조직은 팔레스타인 민족 회의이지만, 실질적인 의사 결정은 팔레스타인 민족 회의에서 선출된 18 인으로 구성된 팔레스타인 해방 기구 집행위원회에서 이루어지고 있다. 팔레스타인 해방 기구는 명칭이 나타나는 바와 같이 팔레스타인의 독립을 위해 활동하는 다양한 이데올로기들을 포괄하는 비종교적 정치 조직이다. 팔레스타인 해방 기구는 현재 아랍 연맹과 유엔의 참관국이다.
야세르 아라파트는 1969년 팔레스타인 해방 기구의 집행위원장으로 선출되어 2004년 사망할 때까지 팔레스타인 해방 기구를 지도하였다. 현재는 아라파트의 뒤를 이어 마흐무드 압바스가 집행위원장이 되었다.

### 정당 및 단체
팔레스타인 해방 기구는 중앙집권적 정치 조직이 아니라 여러 정당 및 단체의 연대 조직이다. 이 때문에 팔레스타인 해방 기구는 산하 단체를 직접적으로 지도할 수는 없지만, 가입 조직들은 팔레스타인 민족 회의에 참여하고 여기서 선출된 집행위원회의 결정을 존중한다. 팔레스타인 민족 회의에 참여하고 있는 정당 및 단체는 다음과 같다.
(이하 팔레스타인 입법부 내 정당)
- 파타 - 팔레스타인 민족 해방 운동(아랍어: حركة التحرير الوطني الفلسطيني 하라카트 알 타흐리르 알 와타니 알 필라스티니[*]의 아랍어 약자를 딴 파타는 그 자체로도 승리를 뜻하는 아랍어 낱말이 된다.[16] 파타는 1957년 조직되어 야세르 아라파트의 지도로 팔레스타인 독립국가 건설을 위해 활동하였고, 2005년 총선에서 하마스에게 패하기 전까지 팔레스타인 해방 기구 내의 여당이었다. 비폭력적인 독립운동 단체이다.[17]
- 하마스 - 현재 팔레스타인 해방 기구의 여당으로써, 이스라엘과의 평화적인 협상이 아닌, 강경하게 이스라엘을 몰아낼것을 주장한다. 밑에 팔레스타인 해방대중전선과는 전혀 달리 이슬람 원리주의를 추구한다.
- 팔레스타인 해방대중전선 - 1967년 하반기에 아랍 민족주의자들을 중심으로 건립된 팔레스타인 해방대중전선은 1970년대에 들어서 마르크스-레닌주의를 표방하였고, 세속주의적, 탈이슬람적 색깔로 바뀌었다. 파타 등 다른 정파와의 갈등으로 몇 차례 팔레스타인 민족 회의를 보이코트하기도 하였다. 그러나, 팔레스타인 해방대중전선은 팔레스타인 해방 기구의 존속을 강력히 희망하고 있는 정파 가운데 하나이다. 1972년 지도자인 가산 카나파니가 이스라엘의 소행으로 추정되는 암살 공격을 받아 사망하였다.
- 팔레스타인 국가 계획 - 파타와 유사한 사회민주주의, 세속주의 정당이다. 다만 파타의 부패에 반대한다.
- 제3의 길 - 제3의 길에 자유주의를 가미한 노선을 취하며, 파타-하마스 갈등을 중재하려 노력한다.
- 하지브 알샤압(인민당) - 팔레스타인 공산당이 전신으로 1991년 명칭을 변경하였다.
- 팔레스타인 해방민주전선 - 1969년 팔레스타인 해방 인민 전선 내부의 견해 차이로 보다 급진적인 마르크스주의를 표방하는 정파가 분리되어 창설된 조직으로, 진보적 정치 노선을 취하고 있다.

(기타 정당)
- 아스-사이카 - 1967년 시리아 바트당의 영향력 아래 조직된 아랍 민족주의 조직이다.
- 아랍 해방 전선 - 1968년 이라크 바트당의 영향력 아래 조직된 아랍 민족주의 조직이다.
- 팔레스타인 해방인민전선총사령부 - 1968년 팔레스타인 해방 인민 전선 내부의 견해 차이로 분리된 조직으로 산하에 몇 그룹의 무장 조직을 두고 있다. 시리아 내전에 정부군으로 참전하였다.
- 팔레스타인 해방전선 - 1976년 팔레스타인 인민 전선 총사령부의 무장 조직이 레바논에서 시리아로 이동하게 되자 잔류를 원하여 분리된 조직이다.
- 인민투쟁전선 - 1967년 파타와 공동 활동을 하던 다마스쿠스를 중심으로 한 그룹이 분리되어 설립된 조직이다.
- 민주연대 - 1990년 팔레스타인 해방을 위한 민주 전선에서 분리된 조직이다.

이 외에 팔레스타인 민족 회의에 참석하지 않는 소규모 독립 운동 세력이 있다.

## 역사

### 야세르 아라파트 시기
팔레스타인 해방 기구는 설립 이후 아라파트의 사망까지 파타를 이끄는 아라파트가 집행위원장을 역임하였다. 아라파트는 팔레스타인 해방 기구의 설립 초기 무장 투쟁을 통해 시오니즘을 몰아내고 독립국가를 설립하고자 하였으나, 1974년 유엔의 참관국이 되면서 평화 협정을 모색하기 시작하였다. 한편, 미국은 일방적으로 이스라엘을 지지하여 팔레스타인 해방 기구를 테러리즘 조직으로 지목하였다.
팔레스타인 해방 기구는 1991년 마드리드 조약으로 오랫동안 지속해 온 무장 투쟁 중심의 노선에서 벗어나 이스라엘과 공존을 약속하였다. 또한 1993년 유엔안전보장이사회 결의안을 수용하면서 미국의 테러 조직 지목에서 벗어날 수 있었고, 1994년 팔레스타인 자치 정부를 수립하였다.

### 최근 동향
팔레스타인 자치 정부 수립 이후로도 이스라엘은 가자 지구에 대한 공격과 고립을 계속하는 등 팔레스타인의 독립을 부정하였고, 팔레스타인 역시 이에 대한 반발로 하마스와 같은 이슬람주의 무장 투쟁 노선이 대두되었다. 2004년 아라파트가 사망한 뒤 하마스는 팔레스타인인 다수의 지지를 얻는데 성공하였고, 2005년 팔레스타인 자치 정부 총선에서 다수당이 되었다. 그러나, 자치 정부의 수반에는 아라파트의 뒤를 이은 파타 당의 압바스가 선출됨으로써 어느 한 쪽도 압도적인 지지를 받지는 못하는 상황을 확인하였다.
2012년 기준으로, 팔레스타인은 팔레스타인 해방 기구가 실질적으로 통치하고 있는 요르단강 서안 지구의 자치 정부 지역과 하마스가 통치하고 있는 가자 지구로 나뉘어 있는 상황이다.

## 같이 보기
- 이스라엘-팔레스타인 분쟁
- 팔레스타인 해방군
- 팔레스타인 영토

## 참고 자료
- 이 문서에는 다음커뮤니케이션(현 카카오)에서 GFDL 또는 CC-SA 라이선스로 배포한 글로벌 세계대백과사전의 내용을 기초로 작성된 글이 포함되어 있습니다.